# 遊戲公司的女職員們
《遊戲公司的女職員們》（韓語：게임회사 여직원들）為韓國網路平台Naver TV自2016年7月25日起播出的網路劇，翻拍自 Daum 同名網路漫畫，內容講述一群在遊戲公司裡工作的女職員們的日常故事，是一部歡笑、勵志的韓國網絡劇。

## 演員陣容
- Irene[1] [2] 飾 雅凜
- 李敏芝 飾 馬希爾 Mashmell
- 李智妍 飾 呂姬海
- 李周映 飾 布丁
- 張東尹 飾 熊開發

## 外部連結
- 官方網站
- 遊戲公司的女職員們的Facebook專頁
- 遊戲公司的女職員們的Instagram帳戶